# Diego de Castro (historiador)
Diego de Castro (Piran, 19 de agosto de 1907-Roletto, 12 de junio de 2003) fue un historiador, escritor, diplomático y estadístico italiano.

## Biografía
Nacido en una familia de raíces piranesas, su padre fue Domenico de Castro, profesor, y su madre fue Anna Gabrielli. Inició sus estudios en Piran, para después trasladarse a Salvore y Trieste, esta última ciudad donde se graduó en 1925. Estudió derecho en la Universidad de Roma, de donde se graduó con honores en 1929, para inmediatamente después convertirse en asistentes del estadístico Rodolfo Benini. 
Después se convertiría en profesor y enseñaría en varias universidades de Italia, incluidas las de Messina y Nápoles. En 1938 fue uno de los fundadores del Instituto de Estadística de la Universidad de Turín, donde enseñó durante 32 años. Con el estallido de la Segunda Guerra Mundial, se enlistó en la Armada Italiana, donde fue secretario de la Comisión Interministerial de Precios. En 1943 conformó el Comité Juliano de Roma. En 1946, el gobierno italiano le encomendó tareas relacionadas con la preparación del Tratado de Paz de París y, mientras tanto, se trasladó tanto al Reino Unido como a Estados Unidos, donde se convirtió en miembro de la Royal Statistical Society of London. De julio de 1952 a abril de 1954 fue representante de Italia ante el Gobierno Militar Aliado de Trieste y asesor político del Comandante de la Zona Angloamericana, General Winterton. 
En 1965 recibió el Diploma de la Medalla de Oro al Benemérito de la Escuela de Cultura y Arte, en 1981 en Trieste fue galardonado con el San Giusto d'Oro y en 1993 la Comunidad de Italianos de Piran Giuseppe Tartini lo otorgó el San Giorgio d'Oro, dedicándosele también el nombre de la biblioteca pública, la cual recibió por testamento la colección de aproximadamente 10.000 volúmenes dejados por De Castro tras su muerte. Colaboró en gran cantidad de periódicos, como Il Giornale di Trieste, Il Piccolo diTrieste y La Stampa, donde publicó más de 1.500 artículos entre 1948 y 1981. 
En 1982 se retiró de la docencia, después de 50 años de trayectoria, y al año siguiente fue nombrado profesor emérito por el entonces presidente italiano Sandro Pertini. En 1997, el Instituto de Historia del Risorgimento italiano nombró a De Castro miembro honorario del Comité de Trieste y Gorizia. Se destacó en el campo de la historiografía por obras como El problema de Trieste. Génesis y desarrollos de la cuestión juliana en relación con los eventos internacionales(1943-1952), publicado en 1956 y la Cuestión de Trieste, publicado en 1981. Como estos, la mayoría de sus escritos tratan sobre Piran, las regiones del Alto Adriático (Istria , Dalmacia y Venecia Julia) y temas de política internacional. 
Murió en Roletto, en la provincia de Turín, el 12 de junio de 2003 a los 95 años; aunque su cuerpo fue inicialmente enterrado allí, después fue trasladado a su ciudad natal.

## Obras
Estas son algunas de sus obras:
- Sulla estinzione delle popolazioni indigene delle Isole Mariane, Caroline e Palaos (Sobre la extinción de los pueblos indígenas de las Islas Marianas, Caroline y Palaos) - 1932.
- Aspetti politici ed etnici della questione triestina (Aspectos políticos y étnicos de la cuestión de Trieste) - 1953
- Dalmazia, popolazione e composizione étnica. Cenno storico sul rapporto etnico tra Italiani e Slavi nella Dalmazia (Dalmacia, población y composición étnica. Esquema histórico sobre la relación étnica entre italianos y eslavos en Dalmacia) - 1978
- Il confìne riscoperto. Beni degli esuli, minoranze e cooperazione economica nei rapporti dell'Italia con Slovenia e Croazia (La frontera redescubierta. Propiedad de los exiliados, minorías y cooperación económica en las relaciones de Italia con Eslovenia y Croacia) - 1997